# Smokestack Lightning
Smokestack Lightning ist ein Bluessong von Howlin’ Wolf, den dieser 1956 bei Chess Records erstmals aufnahm. Es ist nicht nur durch die Originalversion von Wolf, sondern auch durch zahlreiche Coverversionen zu einem Blues-Standard, bzw. Klassiker geworden.

## Hintergründe und Entstehung
Wolf soll den Song bereits in den frühen 1930er-Jahren geschrieben und immer wieder gespielt haben, u. a. auch mit dem legendären Blues-Musiker Charley Patton.
Das Lied ist von klassischen Delta-Bluesstücken beeinflusst und inspiriert worden. Wolf selbst äußerte sich über die Entstehung des Songs folgend: „We used to sit out in the country and see the trains go by, watch the sparks come out of the smokestack. That was smokestack lightning.“ Jedoch sind die Einflüsse von Bluessongs wie etwa Big Road Blues von Tommy Johnson, Stop and Listen Blues von der Gruppe Mississippi Sheiks oder eben auch Charley Pattons Moon Going Down eindeutig. 1951 nahm Wolf selbst mit Crying at Daybreak einen Song auf, dessen Anfangsverse sehr ähnlich mit jenen sind, mit denen Smokestack Lightning beginnt.

## Aufnahme und Veröffentlichung
Das Lied ist ein einfacher Blues in E-Moll, der nur von einem einzigen Akkord getragen wird. Neben Wolf (Gesang und Mundharmonika), musizierten auf der Aufnahme von 1956 Hubert Sumlin und Willie Johnson an den Gitarren, Willie Dixon am Bass, Hosea Lee Kennard am Klavier und Earl Phillips am Schlagzeug.
Als der Song 1956 bei Chess erstmals als Single veröffentlicht wurde, belegte er den 11. Platz der Billboard-Hitparde in der Sparte für Rhythm and Blues. Der Song erschien aber auch auf Howlin’ Wolfs Alben Moanin' at Midnight und The Howlin’ Wolf Album. Er war auch in den britischen Charts in den 1960er-Jahren erfolgreich und gehört zu Wolfs bekanntesten Songs.

## Schreibweise des Titels
Als der Song 1956 bei Chess Records erschien, wurde er Smoke Stack Lightning geschrieben. Später wurde er als Smokestack Lightning gelistet. Neuartige Wiederveröffentlichungen auf Kompilationsalben führen das Stück oft als Smokestack Lightnin’.

## Coverversionen
Smokestack Lightning wurde von vielen Musikern und Bands gecovert, die das Stück im Studio einspielten und/oder live auf Konzerten spielten. Einige von ihnen hatten selbst kleine Charterfolge mit dem Lied. Bei der Bluesrock-Explosion in England in den mittleren 1960er-Jahren spielten viele Bands den Song in unterschiedlichen Fassungen. Diese Versionen wurden im Zuge der British Invasion zurück in die Staaten gebracht, wo selbst wiederum Bands das Stück coverten.
Zu diesen Bands gehörten Manfred Mann, The Yardbirds, The Animals, The Who, The Groundhogs, Grateful Dead, Quicksilver Messenger Service,  The Delta Bombers, The Electric Prunes und The Wailers. Auch Musiker innerhalb des Blues, wie etwa Muddy Waters, John Lee Hooker und Jimmy Rogers haben das Stück aufgenommen, ebenso wie Bob Dylan, Aerosmith und Creedence Clearwater Revival.

## Auszeichnungen
Die Originalversion von Howlin’ Wolf ist mit der Zeit mit vielen Ehrungen behäuft worden. Das Rolling Stone listete Smokestack Lightning etwa 2003 in ihrer Liste der 500 besten Songs aller Zeiten auf Rang 291. 1985 wurde der Song in der Sparte für Klassiker in die Blues Hall of Fame aufgenommen. Außerdem ist er in der Rock and Roll Hall of Fame unter den 500 Songs that Shaped Rock and Roll. 2009 wurde er außerdem zur Erhaltung in die National Recording Registry des Library of Congress aufgenommen.